# Зуєвка (Казахстан)
Зу́євка (каз. Зуев) — село у складі Алтинсаринського району Костанайської області Казахстану. Входить до складу Убаганського сільського округу.
Населення — 387 осіб (2021; 452 у 2009, 488 у 1999, 563 у 1989).